# Джеспер (округ, Міссісіпі)
Шаблон:StateAbbr_ 32°01′ пн. ш. 89°07′ зх. д. / 32.02° пн. ш. 89.12° зх. д.
Округ  Джеспер (англ. Jasper County) — округ (графство) у штаті Міссісіпі, США. Ідентифікатор округу 28061.

## Історія
Округ утворений 1833 року.

## Демографія
За даними перепису 
2000 року 
загальне населення округу становило 18149 осіб, усе сільське.
Серед мешканців округу чоловіків було 8649, а жінок — 9500. В окрузі було 6708 домогосподарств, 4956 родин, які мешкали в 7671 будинках.
Середній розмір родини становив 3,19.
Віковий розподіл населення поданий у таблиці:
| Стать    | До 15 років | 15-21 | 22-29 | 30-39 | 40-49 | 50-65 | 65-85 | Понад 85 |
| -------- | ----------- | ----- | ----- | ----- | ----- | ----- | ----- | -------- |
| Чоловіки | 2063        | 1041  | 865   | 1118  | 1221  | 1351  | 891   | 99       |
| Жінки    | 2058        | 989   | 901   | 1271  | 1315  | 1434  | 1259  | 273      |

## Суміжні округи
- Ньютон — північ
- Кларк — схід
- Вейн — південний схід
- Джонс — південь
- Сміт — захід

## Виноски
1. ↑  U.S. Decennial Census. United States Census Bureau. Архів оригіналу за 26 квітня 2015. Процитовано 4 листопада 2014.
2. ↑  Historical Census Browser. University of Virginia Library. Архів оригіналу за 11 серпня 2012. Процитовано 4 листопада 2014.
3. ↑  Population of Counties by Decennial Census: 1900 to 1990. United States Census Bureau. Архів оригіналу за 28 грудня 2014. Процитовано 4 листопада 2014.
4. ↑  Census 2000 PHC-T-4. Ranking Tables for Counties: 1990 and 2000 (PDF). United States Census Bureau. Архів оригіналу (PDF) за 18 грудня 2014. Процитовано 4 листопада 2014.
5. ↑  State & County QuickFacts. United States Census Bureau. Архів оригіналу за 7 червня 2011. Процитовано 3 вересня 2013.(англ.) Наведено за англійською вікіпедією.
6. ↑  American FactFinder. Бюро перепису населення США. Архів оригіналу за 21 травня 2008. Процитовано 31 січня 2008.

| США | Це незавершена стаття з географії США. Ви можете допомогти проєкту, виправивши або дописавши її. |